# Escuernavacas
Escuernavacas es una localidad del municipio de Moronta, en la comarca de la Tierra de Vitigudino, provincia de Salamanca, comunidad autónoma de Castilla y León, España. 

## Etimología
El origen de su nombre tiene mucho que ver con el origen de sus repobladores medievales, ya que tanto la denominación "Scornavacas" (recogida en algunos documentos medievales) como el actual "Escuernavacas" (recogida en otros) nos muestran un nombre íntimamente relacionado con la lengua leonesa y la gallega. Así, la denominación fluctúa entre la "o" abierta de la palabra gallega "escorna" y la diptongración leonesa ("ue") de "escuerna". En este sentido, en ambos casos estaríamos hablando del prefijo "es", en lugar de la solución "des" que ofrece el castellano.
De este modo, tanto si la denominación en origen era "Escornavacas", como si correspondiese a la actual "Escuernavacas", no cabe duda de que responde a un fenómeno lingüístico propia de la lengua leonesa, hecho que parece bastante lógico tomando en consideración que dicha lengua fue empleada en la localidad hasta finales del siglo XIX.

## Geografía
El accidente geográfico más destacado es el río Huebra, afluente del río Duero. 

## Demografía
En 2017 Escuernavacas contaba con una población de 45 habitantes, de los cuales 23 eran varones y 22 mujeres (INE 2017).
| Gráfica de evolución demográfica de Escuernavacas entre 2000 y 2017                      |
|                                                                                          |
| Fuente: Instituto Nacional de Estadística de España - Elaboración gráfica por Wikipedia. |

## Historia
Su origen se remonta a la acción repobladora del Reino de León en la Edad Media, debiendo su génesis poblacional al rey Fernando II de León en el siglo XII, integrándose en la jurisdicción de Ledesma tras la creación de su alfoz por el mencionado Fernando II en el siglo XII. Eclesiásticamente, Escuernavacas llegó a ser anejo de Guadramiro. Con la creación de las provincias actuales en 1833, siendo Escuernavacas aún un municipio independiente, quedó adscrito a la de Salamanca, dentro de la Región Leonesa. En torno a 1850 se integró en el municipio de Moronta, siendo el censo de 1842 el último en que aparece como municipio.

## Cultura

### Fiestas
- 22 de enero (San Vicente Mártir).
- Sagrado Corazón de Jesús.